# The One with the Rumor
"The One with the Rumor" (em português:  "Aquele do Boato") é o nono episódio da oitava temporada da série de televisão norte-americana Friends. Foi exibido originalmente em 22 de novembro de 2001 nos Estados Unidos pela National Broadcasting Company (NBC). A série, como de tradição a cada ano, dedica um episódio ao tema do Dia de Ação de Graças.
Brad Pitt, na altura marido de Aniston, foi a estrela convidada para o episódio, sua atuação recebeu críticas variadas dos analistas de televisão, e posteriormente foi indicado ao Emmy de 2002 na categoria de melhor ator convidado em série de comédia. Em sua exibição original, foi assistido por aproximadamente 24,24 milhões de telespectadores.
No episódio, Monica fica contente ao reencontrar Will Colbert (Pitt), um velho amigo da escola, e decide convidá-lo para o jantar de Ação de Graças. Durante o jantar, a turma descobre que Will, criou com a ajuda de Ross, o clube "Eu Odeio a Rachel". Enquanto, Joey promete comer um peru inteiro sozinho.

## Produção

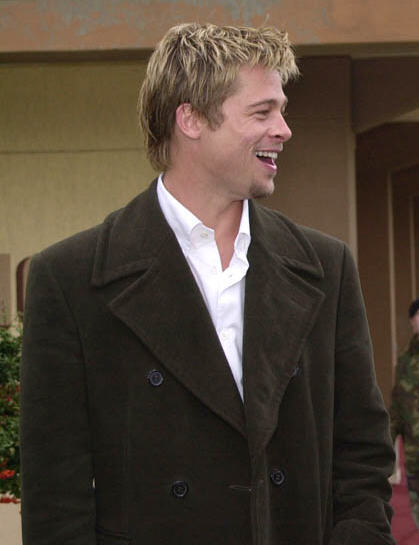
Brad Pitt interpreta Will Colbert, um velho amigo do colégio de Monica e Ross.

Dirigido por Gary Halvorson, este foi o oitavo episódio escrito por Shana Goldberg-Meehan. Além do elenco regular, o episódio contou com a participação de Brad Pitt, que por sua vez sempre se recusou a participar da série por não querer misturar a sua vida privada e pública. No entanto, foi finalmente persuadido pela sua esposa para interpretar o papel de Will Colbert.
Foi relatado na revista de entretenimento norte-americana Entertainment Weekly, que Pitt usaria um terno gordo nas cenas de flashback de sua infância, (como Courteney Cox Arquette fez em alguns episódios), mas o peso de Will foi apenas referido no episódio. Pitt visitava Aniston frequentemente nos estúdios, antes e depois de sua aparição, apesar dele não ir para o set por medo de distrair o público. O episódio foi gravado no dia 2 de novembro, após quatro dias de ensaios.

## Enredo
Rachel (Jennifer Aniston) estava no início da gestação do filho de Ross e ficou sabendo a respeito do clube "Eu Odeio a Rachel", e descobre ainda que ele e Will Colbert foram os responsáveis por espalhar o boato que ela era hermafrodita. Por sua vez, mesmo sendo uma das garotas mais populares do colégio e sem ter noção da existência de pessoas que a odiavam por suas práticas de bullying e egocentrismo, Rachel espalhou que Ross dormiu com a bibliotecária do colégio – o que se descobriu ser verdade, e não boato.
Chandler e Phoebe ficam no sofá fingindo assistir ao jogo entre o Green Bay Packers e o Detroit Lions apenas para não terem que ajudar com os preparativos para o jantar de Ação de Graças. Monica (Courteney Cox Arquette) tinha decidido não assar o peru porque quatro dos sete convidados não iriam comê-lo e Joey reclamou, disse que Dia de Ação de Graças sem peru era como o 4 de julho sem torta de maçã ou sexta-feira sem duas pizzas. Ela cedeu quando ele declarou que comeria o peru inteiro sozinho, honrando o nome de família. E Joey cumpriu a palavra, com uma ajuda da calça de grávida da Phoebe.

## Recepção
Em sua exibição original, o episódio foi assistido em 13 milhões de residências e por 24,24 milhões de telespectadores. À medida que o final da série se aproximava em 2004, Eric Deggans do jornal St. Petersburg Times classificou Pitt como uma das piores estrelas convidada em Friends: "Respostas lentas, comédia exagerada, timidez - Apesar de sua credibilidade como ator de cinema, Pitt sabia que ele estava por fora de uma sitcom. Depois de assistir cinco minutos, o público percebeu isso também." Seu trabalho em conjunto foi admirado pelos membros do elenco, Schwimmer disse que a atuação de Pitt foi "definitivamente [...] fora deste mundo" e LeBlanc disse que ele "estava muito bem no show". Em 2003, o jornal norte-americano USA Today, disse que a frase de Will, "Look at her standing there with those yams. My two greatest enemies, Ross. Rachel Green and complex carbohydrates" ("Olhe para ela ali com a batata doce. Meus piores inimigos: Rachel Green e carboidratos compostos") foi uma das melhores do episódio. O episódio obteve o grau de "Magnífico" (em Inglês, Superb) no TV.com, com uma nota de 9.3 baseado em 254 votos, e 8.9 de 10 no Internet Movie Database.
O boato de Rachel foi criticado pelo grupo Intersex Society of North America. Um membro da organização escreveu uma carta à rede NBC, além de chamar o episódio de "ignorante, ofensivo, degradante e antiprofissional". O membro exigiu a rede de televisão que se informem sobre intersexualidade, e se desculpem publicamente antes dos próximos episódios.

### Nomeações do Emmy
Em 2002, Friends recebeu doze indicações ao Emmy, dos quais três foram deste episódio. A partir da oitava temporada da série, os membros do elenco principal decidiram inscrever-se nas mesmas categorias de prêmios de atuação, para preservar o formato de "série de grupo".